# ザ・サイレント・ホエールズ・オブ・ルナ・シー
『ザ・サイレント・ホエールズ・オブ・ルナ・シー』（The Silent Whales of Lunar Sea）は、イギリスのヘヴィメタル・バンド、スカイクラッドが1995年に発表した5作目のスタジオ・アルバム。

## 解説
前作『プリンス・オブ・ザ・パヴァティ・ライン』（1994年）に参加したフィドル奏者のキャス・ハウエルは、学業に戻るため1年でバンドを脱退し、ジェオルジーナ・ビドルが後任として迎えられた。一方、バンドのオリジナル・ドラマーであるキース・バクスターは、本作の完成後にバンドを脱退し3・カラーズ・レッドを結成。その後セカンド・ギタリストのデイヴ・ピューも脱退し、本作のリリースに伴うツアーでは、セッション・プレイヤーのデイヴ・レイ（ギター）とジェド・ドーキンズ（ドラムス）が起用された。
Dom Lawsonは、2017年にスカイクラッドの初期5作が再発された際、前作『プリンス・オブ・ザ・パヴァティ・ライン』および本作に10点満点中9点を付け、これら2作を「紛うことなき逸品」と評している。

## 収録曲
全曲ともスカイクラッド作。12.はインストゥルメンタル。
1. スティル・スピニング・シュラプネル - Still Spinning Shrapnel – 4:35
2. ジャスト・ホワット・ノーバディ・ウォンテッド - Just What Nobody Wanted – 4:48
3. アート・ナチ - Art-Nazi – 3:42
4. ジェパディ - Jeopardy – 4:20
5. ブリンストーン・バレエ - Brimstone Ballet – 4:13
6. ストレンジャー・イン・ザ・ガーデン - A Stranger in the Garden – 5:28
7. アナザー・ファイン・メス - Another Fine Mess – 6:15
8. ターンコート・リベリオン - Turncoat Rebellion – 2:06
9. ヘイロウ・オブ・フライズ - Halo of Flies – 5:23
10. デスペラント（ア・ソング・フォー・ヨーロッパ?） - Desperanto (A Song for Europe?) – 3:29
11. プレゼント・インパーフェクト - The Present Imperfect – 4:04
12. ダンス・オブ・ザ・ダンディハウンド - Dance of the Dandy Hound – 2:30

## 参加ミュージシャン
- マーティン・ウォルキーア - ボーカル
- スティーヴ・ラムゼイ - リードギター、アコースティック・ギター、クラシック・ギター、キーボード、マンドリン、バッキング・ボーカル
- デイヴ・ピュー - リードギター、バンジョー、バッキング・ボーカル
- ジェオルジーナ・ビドル - フィドル、キーボード、バッキング・ボーカル
- グレアム・イングリッシュ - ベース、キーボード、クラシック・ギター、バッキング・ボーカル
- キース・バクスター - ドラムス、パーカッション